# Motte Rouleersburg
Die Motte Rouleersburg, auch einfach Burghügel genannt, ist eine abgegangene Erdhügelburg (Motte) im Hiesfelder Bruch bei Barmingholten im Kreis Wesel in Nordrhein-Westfalen. Erbaut wurde diese Anlage sehr wahrscheinlich spätestens im 9. oder 10. Jahrhundert.
Der trapezförmige Burghügel mit einer Grundfläche von 35 × 30 m und einer Höhe von 2,5 m wurde von einem durchschnittlich 25 m breiten Graben umgeben. Dieser hatte eine Tiefe von 80 cm. Der Graben wurde von einem viereckigen, an den Ecken abgerundeten Wall, umgeben.
Das Bodendenkmal wurde in den 1970er Jahren durch die Erweiterung der Abraumhalde Wehofen verschüttet.